# 紫質症
紫質症（英語：porphyria）又稱、吡咯紫質症，是因血红素生物合成途径中酶缺陷，导致该反应过程中间代谢产物（卟啉化合物、卟啉前体）生成过量并蓄积于肝脏等组织，引发神经系统症状、光敏性皮肤损害症状，甚至内脏器官病变的一组代谢障碍性疾病。此病多数属遗传性疾病，呈常染色体显性或隐性遗传，且已发现至少7种类型。
影響神經系統的這一類紫質症，症狀發作十分迅速，持續時間也較短，因此又稱為急性紫質症。發作時的症狀有腹痛、胸痛、嘔吐、認知混亂、便祕、發燒、高血壓及心跳過速等，症狀通常會持續數天至數周。可能的併發症有癱瘓、低血鈉症和癲癇發作；乙醇、吸菸、內分泌的變化、斷食、壓力或服用特定的藥物都可能引起疾病的發作。如果疾病進犯皮膚，陽光直曬可能會引起水泡或搔癢。
許多類型的紫質症是遺傳自雙親之一或兩者皆有，是因負責合成血基質的基因之一發生突變造成。疾病的遺傳模式可能為自體顯性、自體隱性或是X性聯遺傳。而其中有一型緩發性皮膚病變紫質症，可能肇因於肝臟內鐵質的增多、C型肝炎、酒精或愛滋病。疾病的生理病理機轉造成血基質的生成數量減少，參與血基質製造的原料則堆積。紫質症也可以藉由骨髓是否受影響來分型。一般而言，診斷時需透過血液、尿液和糞便檢查來進行；基因檢測則可以用來確認是否為特定的突變。
紫質症治療方式取決於疾病的類型和病患的症狀，紫質症皮膚病變的治療方法為避免陽光照射。急性紫質症的治療方法則可能為靜脈給予血基質或葡萄糖溶液。少數狀況下，患者可能需要接受肝臟移植。
紫質症精確的盛行率目前並不清楚，估計落在每五萬人中一到一百人之間；世界各地的盛行率也不盡相同。一般認為最普遍的類型是緩發性皮膚病變紫質症。早在公元前370年，希波克拉底已留有相關記述。1871年德國生化學家菲力克論述了此症的生理病理機轉 。紫質症的學名  源自希臘語的 （porphura），意為「紫色」，意指發病時患者尿液可能呈現紫色。 

## 種類
分為兩大類：肝性、紅血球生成性。
- 肝性紫質症（Hepatic porphyrias）
  - 急性間歇性紫質症（acute intermittent porphyria）
  - 緩發性皮膚病變紫質症（cutaneous porphyrias tarda[8]）
  - 遺傳性糞紫質症
  - 異位型紫質症
  - Aminolevulinate dehydratase deficiency porphyria (ALADP)
- 紅血球生成性紫質症（Erythropoietic porphyrias）
  - 先天性紅血球生成性紫質症
  - 紅血球生成性原紫質症（erythropoietic protoporphyria）
  - Harderoporphyria

## 著名患者
- 喬治三世
- 大谷吉繼
- 文森特·梵高
- 玛丽亚一世

## 外部連結
- 中的“紫質症”
- The Drug Database for Acute Porphyria - comprehensive database on drug porphyrinogenicity （页面存档备份，存于）
- Orphanet's disease page on Porphyria （页面存档备份，存于）
- 紫質症簡介 （页面存档备份，存于）－台大醫院基因醫學部